# Wydundra ethabuka
Wydundra ethabuka là một loài nhện trong họ Gnaphosidae.
Loài này thuộc chi Wydundra. Wydundra ethabuka được Norman I. Platnick & Barbara Baehr miêu tả năm 2006.